# Gisela Scaglia
Gisela Scaglia (Gálvez, 22 de octubre de 1976) es una licenciada en Ciencia Política, docente universitaria y política argentina, actual vicegobernadora de la provincia de Santa Fe. Desde el 10 de diciembre de 2013 se desempeñó como Diputada Nacional por la Provincia de Santa Fe hasta el 9 de diciembre de 2021 por la coalición Juntos por el Cambio. Actualmente es la Presidente del partido Propuesta Republicana en Santa Fe.

## Biografía
Gisela nació en Gálvez y se recibió de Licenciada en Ciencias Políticas en la Universidad Nacional de Rosario.
Fue diputada nacional por Santa Fe durante dos mandatos consecutivos (2013-2021), donde trabajó en legislación relacionada con las políticas de juventud, la  agricultura y ganadería, el  ambiente, la salud y la educación. Entre los proyectos de ley de su autoría aprobados se destacan la Ley N.º 27 621 para la implementación de la Educación Ambiental Integral en la República Argentina y la Ley N.º 27 642 de Promoción de la Alimentación Saludable. 
Tiene una larga carrera en la administración pública. Se especializó en políticas públicas relacionadas con la educación, el ambiente, la salud global, el hambre y malnutrición y los derechos de las personas con discapacidad. 
En materia de relaciones internacionales y diplomacia parlamentaria se destaca su trabajo en diversas organizaciones internacionales. Ha liderado en Latinoamérica dos frentes parlamentarios con eje en la lucha contra las enfermedades infecciosas. Actualmente es parte del Comité Ejecutivo y preside el Capítulo de América Latina de Unite Global Parliamentarian Network for global health. 
Trabaja como consultora en proyectos de desarrollo promoviendo la Salud Global. Participa activamente en conferencias nacionales e internacionales con una mirada puesta en el acceso universal a la salud, la prevención y respuesta frente a las pandemias y la lucha contra las enfermedades infecciosas.
Es directora del Programa Impulso Mujer en la Fundación Transformar. 
En 2022 trabajó en la investigación sobre las agendas de los líderes globales antes y después de la pandemia, analizando el caso del G20. 
Ha sido becaria de FAES y CES, Visitors Program; OEA, II Seminario Regional de Democracia y Política para Jóvenes Líderes, Fundación FURP-US y la Escuela Nacional de Gobierno en Administración Pública de Argentina. 
El 8 de mayo de 2023, Maximiliano Pullaro anunció su candidatura a Gobernador para las elecciones PASO de la Provincia de Santa Fe, llevando a Gisela Scaglia como candidata a vicegobernadora. En las elecciones generales la fórmula Pullaro-Scaglia le ganó al peronismo por una diferencia de 27%, con este resultado Scaglia fue electa Vicegobernadora de Santa Fe, cargo que asumió el 11 de diciembre de 2023. 